# Confederación de Empresarios de Andalucía
La Confederación de Empresarios de Andalucía (CEA) es la organización empresarial más representativa de la comunidad autónoma de Andalucía con presencia en todo el territorio andaluz así como en Ceuta y Melilla. Integra a más de 150.000 empresas y profesionales autónomos de todos los tamaños y sectores de actividad a través de sus más de 1.200 organizaciones territoriales y sectoriales. CEA es miembro de la Confederación Española de Organizaciones Empresariales (CEOE) y de la Confederación Española de la Pequeña y Mediana Empresa (CEPYME).
CEA fue constituida en Antequera en 1979, para la coordinación, representación, gestión, fomento y defensa de los intereses empresariales andaluces y legitimada por los artículos 7 de la Constitución Española y 10.3.20, 26.2, 37.12 y 159 del Estatuto de Autonomía de la Comunidad Autónoma de Andalucía.  

## Funciones y principios

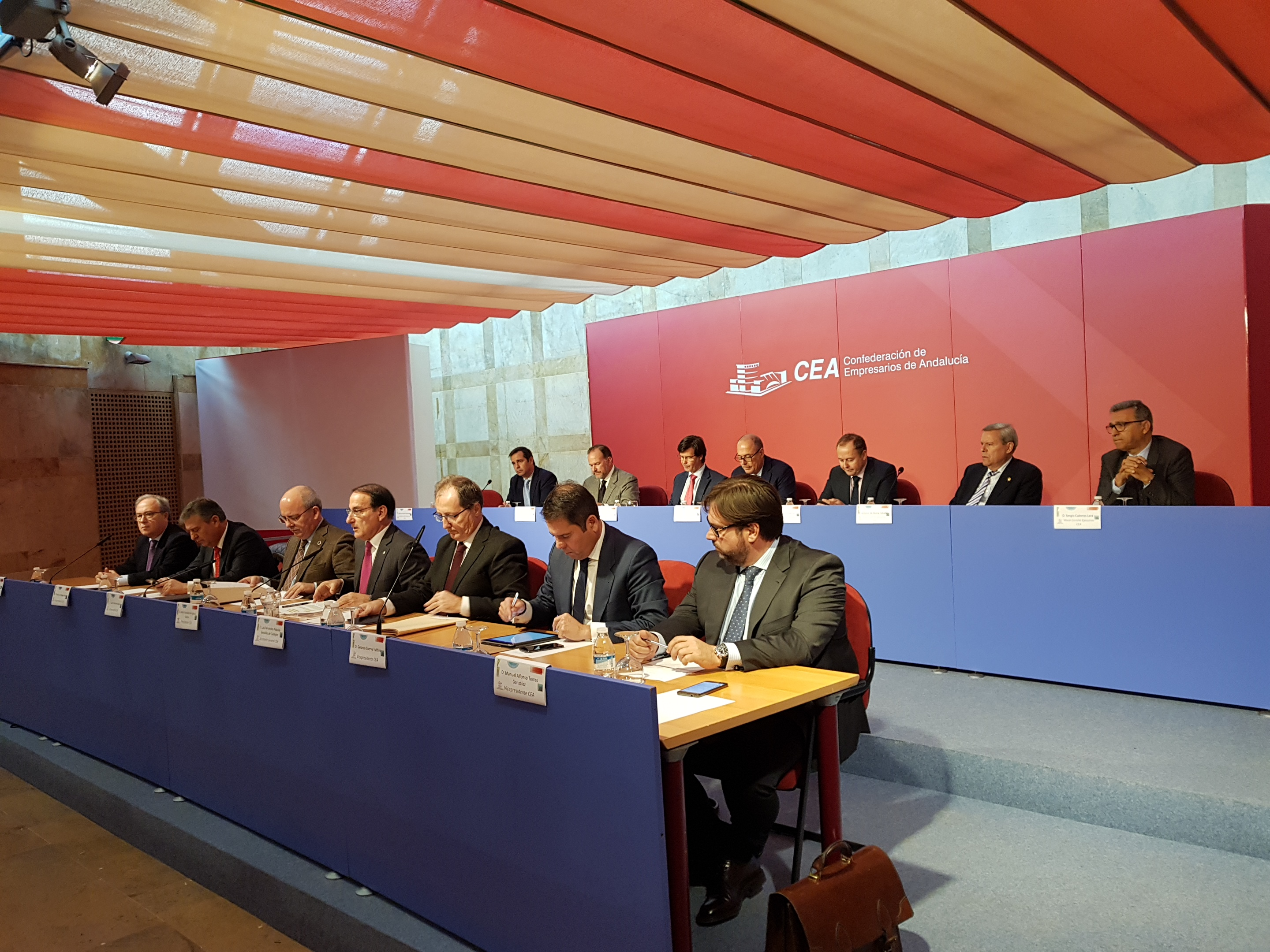
Foto Comité Ejecutivo

La Confederación mantiene un diálogo constante con las distintas fuerzas económicas, sociales y políticas; actúa como interlocutora de las organizaciones empresariales y de las empresas de Andalucía ante las distintas administraciones públicas, sindicatos, opinión pública y demás poderes públicos y representantes de la sociedad y representa a los empresarios andaluces ante los organismos internacionales y las autoridades de terceros países.  
Asimismo, ejerce su función sobre la base de los siguientes principios: transparencia en la gestión; participación de los interesados; eficiencia en el empleo de los recursos de la organización; eficacia en la consecución de sus objetivos y buen gobierno y diligencia debida en la dirección de la entidad.

## Representación y Servicios
Para CEA, la unión y el asociacionismo empresarial constituyen una garantía para las empresas, que son quienes impulsan el desarrollo económico y social de Andalucía y su vertebración social a través de la creación de empleo. Para ellas, CEA pone a su disposición una variedad de servicios técnicos que cubren los ámbitos laboral, legal, fiscal, prevención de riesgos laborales, análisis económico, medioambiental. urbanismo, ordenación del territorio, internacionalización, innovación y economía digital.    

## Presidentes
- Manuel Martín Almendro, 1979-1982 Presidente Fundador
- Manuel Otero Luna, 1982-1996 También Presidente de CEPYME
- Rafael Álvarez Colunga, 1996-2002
- Santiago Herrero León, 2002-2014
- Javier González de Lara y Sarria, 2014-. También Presidente de la Fundación CEOE Archivado el 9 de enero de 2019 en Wayback Machine. y de la Confederación de Empresarios de Málaga (CEM)

## Javier González de Lara y Sarria, Presidente actual de CEA

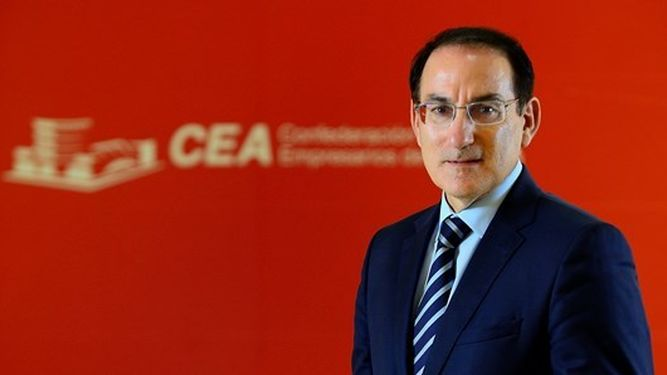
Javier González de Lara y Sarria

Javier González de Lara y Sarria, Presidente de CEA desde enero de 2014, nace en Málaga en el año 1963. Es Licenciado en Derecho y Máster en Mediación y Resolución Extrajudicial de Conflictos, abogado en ejercicio, empresario del sector financiero, turístico y cultural. En su juventud, estuvo al frente del negocio familiar dedicado a la actividad comercial.  
González de Lara es también Presidente de la Fundación CEOE, con rango de Vicepresidente de la patronal nacional, Presidente de la Confederación de Empresarios de Málaga (CEM) y de la Fundación CEM, Cultura, Economía y Medio Ambiente. 
En 2006 le fue otorgada la Medalla de Oro del Consejo Andaluz de Relaciones Laborales (CARL) por su dilatada trayectoria en el ámbito de las relaciones laborales y por su contribución al Diálogo Social en la provincia de Málaga. Es Medalla de Honor del Colegio de Abogados de Málaga, distinción recibida en noviembre de 2018.
Asimismo, preside la Sociedad de Garantía Recíproca GARÁNTIA, útil herramienta de apoyo a las financiación de pymes y autónomos en Andalucía. Esta SGR cuenta con un volumen de operaciones anual superior a los 115 millones de euros.
Es Vicepresidente del Consejo de la Asociación para el Progreso de la Dirección (APD) de la Zona Sur. Patrono de la Fundación Santa María de la Victoria. Es también Presidente del Consejo de Administración de la empresa Málaga-Visión, S.L., dedicada a la promoción de servicios turísticos-culturales y a proyectos inmobiliarios, entre otras actividades.
Además de su dedicación al mundo empresarial, también cultiva su faceta artística de pintor marinista y paisajista de litoral. En este ámbito, ha participado en numerosas exposiciones individuales y colectivas: En Málaga, Madrid, Barcelona, Sevilla, San Sebastián y en otras ciudades españolas. Recientemente, ha expuesto su obra en Gante (Bélgica); Viña del Mar y Santiago (Chile), Cali, Bogotá (Colombia), y Guatemala. Además, su obra forma parte de importantes colecciones públicas y privadas.